# VIXX
VIXX（ヴィックス、朝: 빅스）は、韓国出身の4人組男性アイドルグループ。『VIXX』という名前は、「Voice」,「Visual」,「Value In Excelsis」 ＝ 最高のVoice（声）、最高のVisual（ヴィジュアル）、最高の Value（価値）を兼ね備えた6人組という意味である。メンバーのレオと元メンバーのラビによるユニット「VIXX LR」については個別ページを参照。

## 来歴

### 2012年
- 5月24日、Mnetのオーディション番組「My DOL」を勝ち抜いた6人がJellyfishエンターテインメントから、シングルアルバム「SUPER HERO」でデビュー[3]。
- 8月14日、2ndシングルアルバム「Rock Ur Body」をリリース。

### 2013年
- 1月17日、「다칠 준비가 돼 있어(On and On(傷つく準備ができてる))」をリリース。デビューからなかなか人気が出ず苦労したが、ヴァンパイアのコンセプトで活動し、ダークなコンセプトが斬新で人気が爆発した[4]。
- 5月20日、1stミニアルバム「Hyde」をリリース。
- 7月31日、1stミニアルバム「Hyde」のリパッケージアルバムとして、「Jekyll」をリリース。
- 11月25日、1stフルアルバム『VOODOO DOLL（呪いの人形）』にて、デビュー後初の1位を獲得[5]。

### 2014年
- 5月18日、4thシングルアルバム「奇跡（Eternity）」をリリース。音楽番組で5冠を達成した[6]。
- 7月2日、日本1stアルバム「DARKEST ANGELS」をリリースし、日本デビューした。
- 10月14日、2ndミニアルバム「Error」をリリース
- 12月10日、日本1stシングル「Error」をリリース。

### 2015年
- 2月24日、スペシャルシングルアルバム「Boys' Record」をリリース。
- 9月9日、日本2ndシングル「Can't Say」をリリース。
- 11月10日、2ndフルアルバム『Chained Up』リリース。タイトル曲「Chained Up」は公開直後、Mnet、genie、Monkey3、NAVER MUSICなどの音楽配信チャートで1位にランクインした[7]。

### 2016年
ギリシア神話の世界をモチーフにした大規模な年間プロジェクト「VIXX 2016 CONCEPTION」3部作をリリース。それぞれ違うコンセプトで1年にかけて3部作を完成させた。
- 1月27日、日本2ndアルバム「Depend on me」をリリース。
- 4月19日、「VIXX 2016 CONCEPTION」1作目となる、5thシングルアルバム『Zelos』をリリース。嫉妬の化身をモチーフとした。
- 6月29日、日本3rdシングル「花風」をリリース。
- 8月12日、「VIXX 2016 CONCEPTION」2作目となる、6thシングルアルバム『Hades』をリリース。暗黒世界の神を表現した。
- 10月31日、「VIXX 2016 CONCEPTION」最終作となる、3rdミニアルバム『Kratos』をリリース、力と権力の神をモチーフとした。
- 11月21日、「VIXX 2016 CONCEPTION」のコンピレーションアルバムとなる、スペシャルアルバム「VIXX 2016 CONCEPTION Ker」をリリース。

### 2017年
- 5月15日、4thミニアルバム「桃源郷」をリリース。
- 9月27日、日本1stミニアルバム「ラララ 〜愛をありがとう〜」をリリース。
- 年末、『MBC歌謡大祭典』で披露した“東洋ファンタジー”がコンセプトの楽曲「桃源境」のリミックスバージョンのステージパフォーマンスが大反響を呼び、韓国 Naver TV チャートで1位から3位をVIXXのパフォーマンス動画が独占[9]。この反響を受け、既に活動期間が終了した楽曲であったが翌年2018年1月6日にMBC『ショー!K-POPの中心』に再出演、『MBC歌謡大祭典』で披露した演出を引き継ぐ「桃源郷」のステージで視聴者の注目を集めた[10]。

### 2018年
- 2月、さらにこれらのステージが評価され、開催された『第132回国際オリンピック委員会（IOC）総会開会式』（平昌五輪IOC総会）に、“K-POPを代表するアーティスト”として出演。「桃源境」の華やかなステージを披露した[11]。
- 4月17日、3rdフルアルバム『EAU DE VIXX』をリリース[12]。各音楽番組の上位にチャートイン、1位を獲得[13]。
- 9月26日、日本3rdアルバム「Reincarnation」をリリース。

### 2019年
- 9月、デジタルシングル「PARALLEL」をリリース。iTunes 3ヶ国で1位を獲得し、合計15ヶ国地域のiTunes K-POPチャートトップ10の上位にランクインした[14]。

### 2020年
- 8月7日、Jellyfishエンターテイメントよりメンバー ホンビンの脱退を発表[15]。

### 2023年
- 4月11日 - Jellyfishエンターテインメントは、兵役法違反の疑いで裁判にかけられているラビの脱退を発表[16]。

メンバーはソロ活動も盛んに行っており、ドラマやミュージカル、映画、作詞作曲をするメンバーなど、各々が多方面で活躍している。

## メンバー

### 現メンバー
| 画像 | 芸名   | 芸名     | 芸名      | 本名   | 本名     | 本名          | 生年月日               | 出身地              | 血液型 |
| 画像 | 芸名   | ハングル | ローマ字  | 漢字   | ハングル | ローマ字      | 生年月日               | 出身地              | 血液型 |
| ---- | ------ | -------- | --------- | ------ | -------- | ------------- | ---------------------- | ------------------- | ------ |
|      | エン   | 엔       | N         | 車學沇 | 차학연   | Cha Hakyeon   | 1990年6月30日（34歳）  | 韓国 慶尚南道昌原市 | A型    |
|      | レオ   | 레오     | LEO       | 鄭澤運 | 정택운   | Jung Taekwoon | 1990年11月10日（34歳） | 韓国 ソウル特別市   | O型    |
|      | ケン   | 켄       | KEN       | 李在煥 | 이재환   | Lee Jaehwan   | 1992年4月6日（33歳）   | 韓国 ソウル特別市   | AB型   |
|      | ヒョギ | 혁       | HYUK (神) | 韓相爀 | 한상혁   | Han Sanghyuk  | 1995年7月5日（29歳）   | 韓国 ソウル特別市   | O型    |

### 元メンバー
| 画像 | 芸名     | 芸名     | 芸名     | 本名   | 本名     | 本名        | 生年月日              | 出身地            | 血液型 |
| 画像 | 芸名     | ハングル | ローマ字 | 漢字   | ハングル | ローマ字    | 生年月日              | 出身地            | 血液型 |
| ---- | -------- | -------- | -------- | ------ | -------- | ----------- | --------------------- | ----------------- | ------ |
|      | ラビ     | 라비     | RAVI     | 金元植 | 김원식   | Kim Wonsik  | 1993年2月15日（32歳） | 韓国 大田広域市   | O型    |
|      | ホンビン | 홍빈     | HONGBIN  | 李弘彬 | 이홍빈   | Lee Hongbin | 1993年9月29日（31歳） | 韓国 ソウル特別市 | B型    |

## ディスコグラフィ

### 韓国

#### ミニアルバム
- hyde (2013年)
- Error (2014年)
- Kratos (2016年)
- 桃源境(도원경) (2017年)
- CONTINUUM (2023年)

#### フルアルバム
- VOODOO (2013年)
- Chained Up (2015年)
- EAU DE VIXX (2018年)

#### リパッケージアルバム
- Jekyll (2013年)

#### スペシャルアルバム
- VIXX 2016 CONCEPTION Ker (2016年)

#### シングルアルバム
- SUPER HERO (2012年)
- Rock Ur Body (2012年)
- 다칠 준비가 돼 있어 (傷つく準備ができてる) (2013年)
- ETERNITY (2014年)
- Zelos (2016年)
- Hades (2016年)

#### スペシャルシングルアルバム
- Boys' Record (2015年)

#### デジタルシングル
- 아이돌 하기 싫어 (アイドルやりたくない) (2013年)
- 대답은 너니까 (答えはキミだから) (2013年)
- 걷고있다 (Walking) (2019年)
- 평행우주 (PARALLEL) (2019年)

#### 映像作品
DVD
- VIXX THE FIRST SPECIAL DVD 「VOODOO」(2014年)

#### 参加作品
- 린(LYn) X 레오(LEO Of VIXX) - 꽃잎놀이(Blossom tears)(2014年)
- Big Byung (빅병) - Stress Come on! (스트레스 컴온!)(2014年)

#### コンピレーション
- Jelly Christmas 2012 HEART PROJECT (2012年)
- Jelly Christmas 2013 (2013年)
- Y.BIRD With VIXX & OKDAL (2013年)
- Y.BIRD From Jellyfish With LYn X LEO (2014年)

#### コラボ曲
- 나를 돌아봐 (Turn Around And Look At Me)(2014年) - 『DEUX 20周年記念アルバム』収録
- Big Byung (빅병) - Stress Come on! (스트레스 컴온!)(2014年) - シングル『형돈이와 대준이의 히트제조기』収録

#### サウンドトラック
| 発売日        | ドラマ名                                                           | 曲名                                                       | 歌手 |
| ------------- | ------------------------------------------------------------------ | ---------------------------------------------------------- | ---- |
| 2013年10月9日 | SBS 《王冠を被ろうとする者、その重さに耐えろ - 相続人たち》 Part.3 | 사랑이라는 이름으로 （In the Name of Love / 愛という名で） | KEN  |
| 2014年8月7日  | MBC 《運命のように君を愛してる》 Part.5                            | My Girl                                                    | KEN  |

### 日本

#### シングル
- Error (2014年)
- Can't say (2015年)
- 花風 (2016年)
- 歩いている (2019年)
- PARALLEL (2019年)

#### ミニアルバム
- ラララ 〜愛をありがとう〜 (2017年)

#### アルバム
- DARKEST ANGELS (2014年)
- Depend on me (2016年)
- Reincarnation (2018年)

### ミュージックビデオ
- SUPER HERO(2012年)
- Rock Ur Body(2012年)
- 크리스마스니까 (Because it's Christmas)(2012年)
- 다칠 준비가 돼 있어 (On and On)(2013年)
- hyde(2013年)
- 대.다.나.다.너 (G.R.8.U)(2013年)
- 여자는 왜 (Girls, why?) （Feat. 屋上月光）(2013年)
- 대답은 너니까 (ONLY U)(2013年)
- 저주인형 (VOODOO DOLL)(2013年)　-　※ 19禁
- 저주인형（VOODOO DOLL）clean ver.(2013年)
- 겨울고백 (Winter Propose)(2013年)
- 태어나줘서 고마워 (Thank you for my love)(2014年)
- 기적 (ETERNITY)(2014年)
- 기적 (ETERNITY) (Dance Ver.)(2014年)
- Error(2014年)
- Error (Lip&Dance ver.) (2014年)
- 이별공식 (Love Equation) (2015年)
- 命中註定 (2015年)
- 사슬 (Chained up)  (2015年)
- 사랑난로 (Love In The Air)  (2015年)
- 향 (Scentist) (2018年)
- 걷고있다 (Walking) (2019年)

## 出演

### テレビドラマ
- SBS「気分がいい日」 - ホンビン（ユ・ジ ホ役）(2014年)
- MBC「ホテルキング」 - エン（ノア役）(2014年)
- MBC every1「下宿24番地」 - ケン（イ・ジェファン役）(2014年)
- SBS「やってきた！ファミリー」 - エン（チャ・ハギョン役）(2015年)
- KBS 2TV「不躾にゴーゴー」 - エン（ハ・ドンジェ役）(2015年)
- KBS 2TV「武林学校」 - ホンビン（ワン・チアン役）(2016年)
- NAVER tvcast「この子たち、何？」 - エン（チェ・グムソン役）、ホンビン（ジン・シファン役）(2016年)
- OCN「トンネル」 - エン（パク・グァンホ役）(2017年)
- KBS 2TV「完璧な妻」 - エン（ブライアン役）(2017年)
- SBS Plus「水曜日の午後3時30分」 - ホンビン（ユン・ジェウォン役）(2017年)
- KBS 2TV ｢きらきら聞こえる｣  - ホンビン（チュ・ヒョンソン役）(2018年)
- tvN水木ドラマ「知ってるワイフ」 - エン（キム・ファン役）(2018年)
- MBN「魔女の愛」  - ホンビン（ファン・ジェウク役）(2018年)
- tvN水木ドラマ「空から降る一億の星」  - ホンビン（ノ・ヒジュン役）(2018年)
- MBCTV水木ドラマ「赤い月青い太陽」 - エン（イ・ウンホ役）(2018年)
- tvN月火ドラマ「偉大なショー」 - ヒョギ（チェ・ジョンウ役）(2019年)

### 単独番組
- VIXX TV( - 2014年、EP.1 - EP.100)
- VIXX TV2(2014年 - )

### CM／モデル
- STAFF Korea[18]（2014年）
- TIO Iced Tea（2014年）
- Feltics[19]（2015年）
- 11번가（2016年）
- Jambangee（2016年）
- PONY Korea（2017）
- FILA[20]（2019）

### 舞台
- FULL HOUSE（2014年） - レオ
- CHESS（2015年） -  ケン
- CINDERELLA（2015年）-  ケン
- MATAHARI（2016年）- レオ
- MONTE CRISTO（2016年）- レオ
- 花より男子The Musical（2017年）-  ケン
- ハムレット（2017年）-  ケン
- MATAHARI（2017年）- レオ
- The Last Kiss（2017年）- レオ
- イン・ザ・ハイツ（2017年） -  エン
- INTERVIEW（2017年、2018年）- エン
- 狂炎ソナタ（2018）-  ケン
- アイアン・マスク（2018）-  ケン
- エリザベート（2018）- レオ
- ジャック・ザ・リッパー（2019）-  ケン
- ドラキュラ（2019）-  ケン
- メフィスト（2019）-  ケン
- マリーアントワネット（2019）- レオ

## 書籍
- VIXX DEBUT 1ST YEAR ANNIVERSARY PHOTOBOOK "DEAR MY STAR" ( 2013年)
- 2014 VIXX 1ST GLOBAL PHOTOBOOK：HELLO,STRANGER！(2014年)
- VIXX BOX GOODS SET：FOR OUR FANS(2014年)

## 公演

### コンサートツアー
- VIXX Global Showcase 'The Milky Way(2013年10月20日 - 11月17日)
- VIXX Global Showcase 'The Milky Way' Encore(2014年2月8日 - 2月9日)
- TOKYO LIVE ARCH Vol.9(2014年3月29日)
- VIXX 2014 STARRY NIGHT FANMEETING IN TAIWAN(2014年4月6日)
- VIXX LIVE FANTASIA [HEX SIGN(2014年7月18日 - 9月14日)
- 2016 VIXX JAPAN LIVE TOUR “Depend on”(2016年3月24日 - 5月1日)
- 2017 ST★RLIGHT Fan Meeting ~The Milky Way to VIXXT★R~(2017年3月10日 - 3月17日) - ファンミーティング
- VIXX 2017 JAPAN TOUR ～白昼夢～(2017年7月11日 -7月24日)
- VIXX LOST FANTASIA IN JAPAN (2018年08月24日-08月26日）
- VIXX LIVE FANTASIA [PARALLEL] IN JAPAN (2019年10月16日-10月17日）

### イベント
| 年月日         | 公演タイトル                                  | 場所                                                 |
| -------------- | --------------------------------------------- | ---------------------------------------------------- |
| 2012年9月9日   | 2012 Incheon Hallyu Concert                   | 韓国仁川文化ワールドカップ競技場                     |
| 2012年9月12日  | Jellyfish Live                                | 日本Zepp DiverCity                                   |
| 2012年10月4日  | 2012 Dream Concert                            | 韓国慶州市民運動場                                   |
| 2012年10月9日  | 第9屆忠壯慶典之偶像歌手演唱會                 | 韓国光州国立アジア文化殿堂                           |
| 2012年10月13日 | 2012 K-Con Concert                            | アメリカ ロサンゼルスVerizon Wireless Amphitheatre   |
| 2012年11月23日 | 2012 Shout Award                              | マレーシアSunway Lagoon Surf Beach                   |
| 2013年4月13日  | Live Event in Japan                           | 日本品川ステラボール                                 |
| 2013年5月11日  | 2013 Dream Concert                            | 韓国ソウルオリンピック公園                           |
| 2013年5月25日  | 2013 SEOWON VALLEY GREEN CONCERT              | 韓国坡州西元谷高爾夫球場                             |
| 2013年10月6日  | 2013 Kyunju Hallyu Dream Concert              | 韓国慶州市民運動場                                   |
| 2014年2月2日   | K-pop Night Out at MIDEM 2014                 | フランス カンヌ                                      |
| 2014年3月22日  | Simply Kpop Tour 2014 in Shanghai             | 中国上海梅賽德斯-奔馳文化中心                        |
| 2014年4月18日  | 2014 Lotte Family Concert                     | 韓国ソウルオリンピック体操競技場                     |
| 2014年5月31日  | 2014 SEOWON VALLEY GREEN CONCERT              | 韓国坡州西元谷ゴルフ場                               |
| 2014年6月7日   | 2014 Dream Concert                            | 韓国ソウルワールドカップ競技場                       |
| 2014年6月28日  | STARWITH K-POP LIVE IN GUANGZHOU              | 中国廣州國際體育演藝中心                             |
| 2014年7月13日  | BLUE K-POP Festival                           | 韓国慶州Blue One Water Park                          |
| 2014年8月2日   | 2014 CheongShim Music Festival                | 韓国京畿道清心平和ワールドセンター                   |
| 2014年8月9日   | KCON 2014                                     | アメリカ ロサンゼルス メモリアル・スポーツ・アリーナ |
| 2014年9月13日  | 2014 K-Culture Festival in Germany            | ドイツ デュッセルドルフ ISS DOME                     |
| 2014年9月21日  | K-POPの祭典 ～日韓Charity Premium Presents ～ | 日本渋谷公会堂                                       |
| 2015年7月20日  | AJ×THE STAR FES                               | 日本パシフィコ横浜                                   |

## 受賞歴
- 第4回 Remarkable German Korean Entertainment Awards - Best Dance -Male　(hyde)(2013年)
- 第23回 ソウル歌謡大賞 - 本賞(2014年)
- 第22回 大韓民国文化芸能大賞 － 10代歌手賞(2014年)
- 第29回 ゴールデンディスク賞 － アルバム部門本賞（Eternity）(2015年)
- 第24回 ソウル歌謡大賞 - 本賞(2015年)
- 第30回 ゴールデンディスク賞 － アルバム部門本賞（Error）(2016年)
- 第25回 ソウル歌謡大賞 - 本賞(2016年)
- 第1回 Asia Artist Awards - 歌手部門ベストセレブリティ賞[23](2017年)
- 第26回 ソウル歌謡大賞 - 本賞(2017年)
- 第1回 Soribada Best K-Music Award - 本賞[24](2017年)